# Štěpán III. z Iloku
Štěpán III. z Iloku (chorvatsky Stjepan Iločki, maďarsky Újlaki István) byl chorvatsko-uherský šlechtic z chorvatského rodu Ilockých, v letech 1429–1430 vykonával úřad mačvanského bána.

## Život
Narodil se jako syn Ladislava Ilockého  a jeho manželky Anny Stibořicové, dcery sedmihradského vojevody Stibora ze Stibořic. 
Měl čtyři bratry Jana, Petra, Pavla a Mikuláše. 
Jedním z jeho pradědů byl Mikuláš Kont, majitel orahovického panství a zakladatel velké linie Ilockých, který zastával vysoký úřad palatina u královského dvora. 